# Bernières (Lévis)
Pour les articles homonymes, voir Bernières (homonymie).
Bernières est une ancienne municipalité du Québec, située dans le comté de Lévis puis dans la municipalité régionale de comté des Chutes-de-la-Chaudière dans la province de Québec au Canada. Elle a existé de 1912 à 1994, moment où elle a fusionné avec la ville de Saint-Nicolas, son territoire est aujourd'hui inclus dans la ville de Lévis à la suite de la fusion de Saint-Nicolas avec la ville de Lévis en 2001.

## Toponymie
La municipalité a pris le nom de Bernières en 1968, le nom a été choisi pour honorer la mémoire des soldats des Régiments de la Chaudière et de Maisonneuve qui, lors de la Seconde Guerre mondiale, ont débarqué sur les plages de Bernières-sur-Mer en France.

## Chronologie
- 12 juin 1912 : La paroisse de Saint-Nicolas-Sud est érigée de la scission de la paroisse de St. Nicolas[2].
- 22 juin 1968 : La paroisse de Saint-Nicolas-Sud devient la municipalité de Bernières[3].
- 21 septembre 1994 : La municipalité de Bernières et la ville de Saint-Nicolas fusionnent pour former la ville de Bernières-Saint-Nicolas[4].

## Démographie
| 1921 | 1931 | 1941 | 1951 | 1956  | 1961  | 1966  | 1971  | 1976  |
| ---- | ---- | ---- | ---- | ----- | ----- | ----- | ----- | ----- |
| 655  | 659  | 791  | 969  | 1 003 | 1 089 | 1 109 | 1 140 | 2 442 |

| 1981  | 1986  | 1991  | - | - | - | - | - | - |
| ----- | ----- | ----- | - | - | - | - | - | - |
| 5 009 | 6 110 | 6 831 | - | - | - | - | - | - |

## Administration
| Période | Période | Identité            | Étiquette | Qualité |
| ------- | ------- | ------------------- | --------- | ------- |
| 1912    | 1917    | Édouard Olivier     |           |         |
| 1917    | 1921    | Benjamin Moffet     |           |         |
| 1921    | 1927    | Eugène Demers       |           |         |
| 1927    | 1931    | Alfred Demers       |           |         |
| 1931    | 1935    | Alfred Plante       |           |         |
| 1935    | 1938    | Onésime Filteau     |           |         |
| 1938    | 1953    | Alphonse Desrochers |           |         |
| 1953    | 1957    | Basile Gingras      |           |         |
| 1957    | 1961    | Paul A. Moffet      |           |         |
| 1961    | 1965    | Robert Lambert      |           |         |
| 1965    | 1971    | Roger Landry        |           |         |
| 1971    | 1975    | Robert Olivier      |           |         |
| 1975    | 1981    | Jacques Demers      |           |         |
| 1981    | 1984    | Benoît Lagueux      |           |         |
| 1984    | 1994    | Raynald Breton      |           |         |